# Michael Ball
Michael Ball (Liverpool, 2 de outubro de 1979) é um futebolista inglês.